# Sophia Takal
Sophia Takal, née en 1986, est une actrice, écrivaine et réalisatrice américaine, connue pour son travail dans des films indépendants.

## Biographie

### Jeunesse
Takal est originaire de la ville de Montclair dans l'état du New Jersey .

### Carrière
Takal a travaillé et joué dans de nombreux films indépendants, certains associés au mouvement mumblecore,.
En mars 2011, le premier travail de réalisatrice de Takal, Green, a été accueilli positivement, remportant le prix Chicken and Egg Emergent Narrative Woman Director. En 2015, Takal a réalisé un autre long métrage, Always Shine . Le film met en vedette Mackenzie Davis, Caitlin Fitzgerald et son mari Lawrence Michael Levine.
Takal et son mari dirigent une société de production appelée Little Teeth Pictures.

## Vie privée
Takal est marié au cinéaste Lawrence Michael Levine. Elle a étudié le cinéma à Vassar avant d'être diplômée du Barnard College,.

## Filmographie

### Actrice
- 2011 : Gabi sur le toit en juillet : Gabi
- 2011 : Vert : Robinéalisateur
- 2011 : La zone : Sophia
- 2011 : Le signe international de l'étouffement : Anna
- 2011 : Fièvre de chat : Anna
- 2011 : V/H/S - segment Second Honeymoon : Stéphanie
- 2012 : Gayby : Mon chéri
- 2012 : Personnages secondaires : Amy
- 2012 : Les hommes de Dodge City : Sophia
- 2012 : Toute la lumière dans le ciel : Faye
- 2012 : Ouvrir cinq 2 :
- 2013 : Théorie de la relativité de Molly : Molly
- 2013 : Détonateur : Belle
- 2013 : Hellaware : Bernadette
- 2013 : 24 expositions : Callie
- 2013 : Les Amants électriques : Ella
- 2014 : God's Pocket : Diplômé du Temple
- 2014 : Les autres hommes de Dodge City : Sophia
- 2014 : Canaries sauvages : Barri
- 2014 : Oncle Kent 2 : Super-héros du domaine public
- 2015 : Devil Town : Eve Phillips

### Réalisatrice
- 2011 : Vert
- 2016 : Toujours briller
- 2018 : Into the Dark
- 2019 : Black Christmas